# Tristan Do
Tristan Do (en tailandés: ทริสตอง โด, París, Francia; 31 de enero de 1993) es un futbolista de Tailandia nacido en Francia que en juega la posición de lateral derecho. Desde el 2023 juega en el Muangthong United de la Liga de Tailandia.

## Carrera

### Club
| Periodo   | Club                  | Apariciones | Goles |
| --------- | --------------------- | ----------- | ----- |
| 2011–2013 | FC Lorient            | 0           | 0     |
| 2012–2013 | → SAS Épinal (cedido) | 19          | 2     |
| 2013–2014 | Gazélec Ajaccio       | 18          | 4     |
| 2014–2015 | BEC Tero Sasana       | 35          | 1     |
| 2016–2018 | Muangthong United     | 88          | 9     |
| 2019–2022 | Bangkok United        | 94          | 6     |
| 2023–     | Muangthong United     | 12          | 1     |

### Selección nacional
Tenía la posibilidad de representar a Francia o Vietnam, pero decidió debutar con Tailandia en un partido amistoso ante Afganistán en septiembre de 2015. También jugó para Tailandia sub-23 en los Juegos del Sudeste Asiático de 2015.

## Logros

### Club
- Thai League 1: 2016
- Thai League Cup: 2014, 2016, 2017
- Thailand Champions Cup: 2017
- Mekong Club Championship: 2017

### Selección nacional
- Juegos del Sudeste Asiático: 2015
- AFF Championship: 2016, 2020

### Individual
- Equipo Ideal del AFF Championship: 2016[5]
- Equipo Ideal de la ASEAN Football Federation: 2017